# Bão Yuri (1991)
Bão Yuri là một siêu bão cấp 5 rất mạnh hoạt động trong khoảng thời gian tháng 11 năm 1991. Yuri là xoáy thuận nhiệt đới mạnh nhất trên Trái Đất trong năm 1991, bão cuồng phong thứ 19 và là siêu bão cuối cùng của mùa bão. Cơn bão hình thành từ một áp thấp nhiệt đới xuất hiện vào ngày 22 tháng 11 trên khu vực cách đảo Truk khoảng 1.590 km về phía Đông. Ban đầu, hệ thống di chuyển khá chậm và dần tăng cường. Đến khi trở thành một cơn bão nhiệt đới dữ dội, lúc nó cách đảo Truk khoảng 1.480 km về phía Đông, Yuri tiến về phía Tây - Tây Bắc với tốc độ 22 km/giờ. Và khi khoảng cách với đảo Truk thu hẹp chỉ còn là 1.050 km, Yuri mạnh lên thành một cơn bão cuồng phong. Trong ngày 26, Yuri di chuyển chủ yếu theo hướng Tây, trước khi đạt đỉnh với vận tốc gió 10 phút 140 dặm/giờ (220 km/giờ) ngày hôm sau. Tiếp theo, Yuri di chuyển theo hướng Tây Bắc với tốc độ 30 km/giờ, và nó đã đi qua địa điểm cách Guam 140 km về phía Tây - Tây Nam trong tối ngày 27. Vào ngày 29, sau khi vòng lại về hướng Đông Bắc, Yuri dần tăng tốc và đến tối 30 nó đã suy yếu xuống cấp độ bão nhiệt đới dữ dội. Sang sáng ngày 1 tháng 12, Yuri tiếp tục suy yếu xuống còn bão nhiệt đới, vị trí của nó khi đó cách Iwo Jima khoảng vài trăm kilomet về phía Bắc - Đông Bắc, và không lâu sau, hệ thống đã chuyển đổi thành một xoáy thuận ngoại nhiệt đới.
Mặc dù Yuri không đổ bộ trực tiếp lên đất liền, nó vẫn gây ra thiệt hại khoảng 3 triệu USD (USD 1991) tại Pohnpei. Còn ở Guam, cơn bão đã làm xói mòn một vùng bờ biển rộng lớn đồng thời phá hủy từ 60 đến 350 ngôi nhà. Tổng thiệt hại do Yuri gây ra tại đây là khoảng 33 triệu USD (1991 USD). Yuri là một trong số những cơn bão từng được quan sát ở khoảng cách gần nhất, mắt của nó đã được phân tích kỹ nhằm phục vụ cho việc nghiên cứu.

## Lịch sử khí tượng

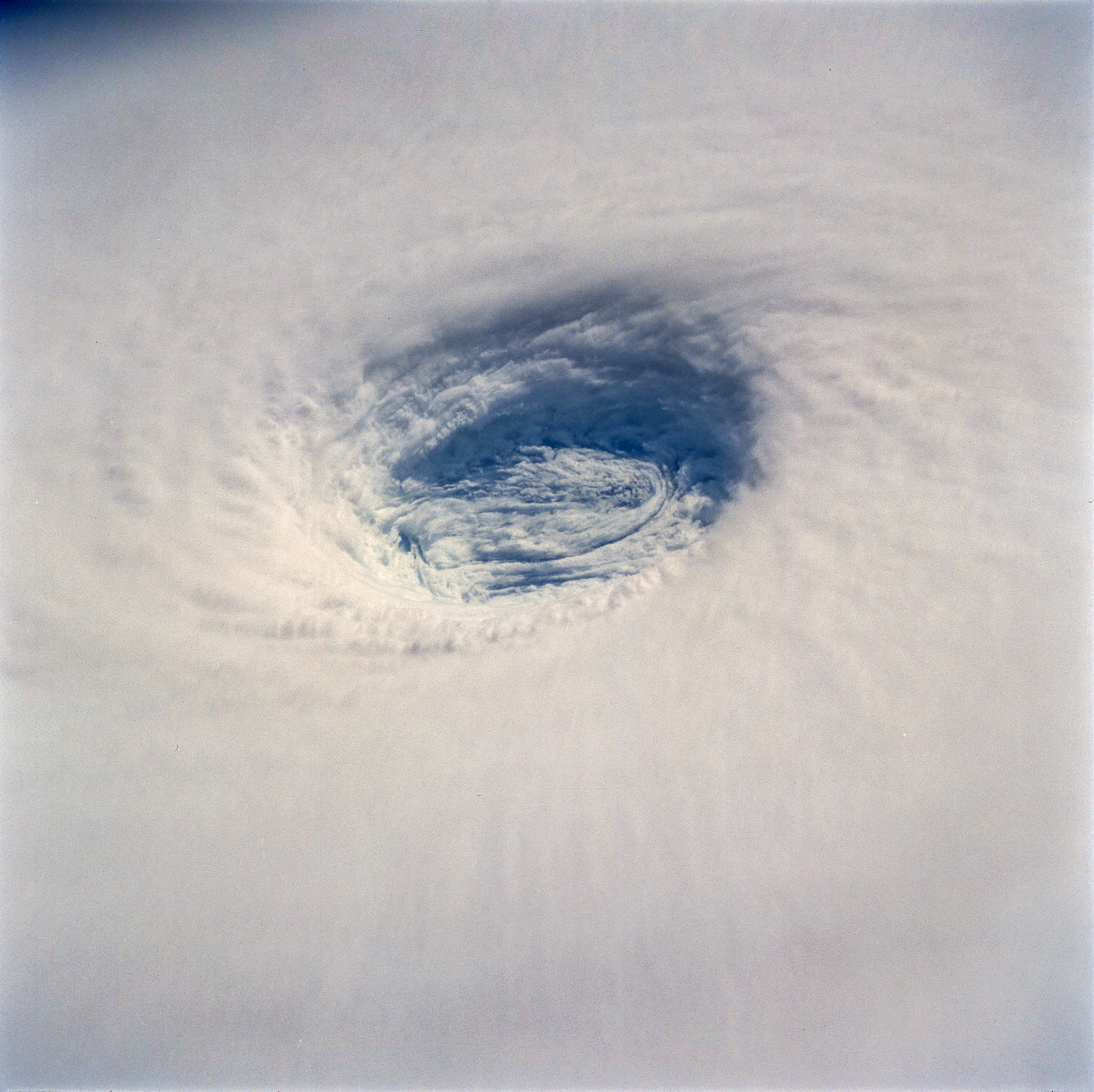
Mắt của Yuri được quan sát ở khoảng cách gần trong ngày 28 tháng 11

Vào khoảng giữa tháng 11, gió Tây thổi ở tầng thấp trên khu vực Trung tâm Thái Bình Dương đã cung cấp các điều kiện khí quyển thuận lợi cho sự hình thành của xoáy thuận nhiệt đới. Từ ngày 16 tháng 11, Trung tâm Cảnh báo Bão Liên hợp (JTWC) bắt đầu theo dõi một vùng mây dông phát triển nhanh chóng tại địa điểm gần quần đảo Marshall. Trong vài ngày tiếp theo, vùng nhiễu động dần tổ chức khi di chuyển chậm theo một vòng ngược chiều kim đồng hồ; và đến thời điểm 0000 UTC ngày 22, Cơ quan Khí tượng Nhật Bản (JMA) đã phân loại hệ thống là một áp thấp nhiệt đới. Ngày hôm sau, đến lượt JTWC đưa ra quyết định tương tự. Sau đó, áp thấp nhiệt đới mạnh lên tương đối nhanh, đạt cường độ bão nhiệt đới vào ngày 23. Sang ngày 24, Yuri trở thành một cơn bão cuồng phong vào lúc 1200 UTC khi vị trí của nó cách Pohnpei khoảng 210 dặm (335 km) về phía Đông, với mắt bão bắt đầu biểu lộ.
Vào lúc 0540 UTC ngày 25 tháng 11, Yuri di chuyển qua địa điểm chỉ cách Pohnpei 55 dặm (85 km) về phía Bắc với sức gió 85 dặm/giờ (140 km/giờ). Kể từ đó, Yuri bắt đầu một giai đoạn tăng cường đều đặn, khác với những siêu bão Tây Bắc Thái Bình Dương khác thường mạnh lên đáng kể trong một khoảng thời gian ngắn. Bên cạnh đó cơn bão còn mở rộng kích thước, tại một thời điểm đường kính của nó đã đạt đến 370 dặm (600 km). Vào khoảng 0000 UTC ngày 27, JMA đánh giá Yuri đạt đỉnh với vận tốc gió duy trì 10 phút lên tới 140 dặm/giờ (220 km/giờ) và áp suất tối thiểu là 895 mbar (hPa, 26,43 inHg). Cùng lúc, JTWC cũng nhận định Yuri là một siêu bão cấp 5 trong thang bão Saffir-Simpson, cấp cao nhất trong thang đo.
Yuri dần bắt đầu di chuyển nhiều hơn lên phía Bắc do nó đang đi dọc theo rìa phía Tây của một áp cao cận nhiệt đới. Sau khi đi qua phía Nam Guam trong ngày 27, Yuri dần suy yếu, tuy nhiên kích thước cơn bão vẫn ngày một mở rộng, một thời gian ngắn sau ước tính đường kính của nó đã lên tới 560 dặm (900 km). Tiếp theo Yuri vòng sang hướng Đông Bắc, suy yếu xuống dưới cấp độ bão cuồng phong trong ngày 1 tháng 12, và không lâu sau nó đã chuyển đổi thành một xoáy thuận ngoại nhiệt đới. Những tàn dư của cơn bão vẫn được theo dõi khi di chuyển lên phía Bắc cho đến ngày mùng 3.

## Tác động

### Pohnpei
Tại Pohnpei, cơn bão đã đánh sập một tòa tháp liên lạc, và tổng thiệt hại trên đảo là 3 triệu USD (USD 1991).

### Guam
Yuri di chuyển qua khu vực gần Guam trong ngày 27 tháng 11, gây gió giật lên tới 115 dặm/giờ (185 km/giờ) trên đảo. Đã có 2.500 người phải di dời đến những nơi trú ẩn. Cơn bão đồng thời tạo ra những đợt sóng cao bằng những tòa nhà 2 tầng tấn công vùng ven biển Guam. Lượng mưa đo được lên tới 4 inch. Đến ngày 28, trong khi lực lượng dân phòng và những người công nhân khác đang cố gắng khắc phục hậu quả từ những đợt sóng cao tới 24 foot và những cơn gió với vận tốc 185 km/giờ, thì khoảng một phần ba hòn đảo vẫn đang trong tình trạng không có điện. Nhưng dù sao Guam cũng đã rất may mắn khi không phải hứng chịu thành mắt bão khủng khiếp của Yuri, nó đã đi chệch khoảng 50 dặm. Không có thiệt hại về người được báo cáo.
Sang đến ngày 29, sau khi Yuri đã đi qua được gần hai ngày, gần như toàn bộ hòn đảo (90% trong tổng 133.000 dân) vẫn duy trì trong tình trạng không có điện và nước.
Tổng thiệt hại ở Guam là 33 triệu USD (1991 USD).

## Kỷ lục
JTWC đã ước tính một giá trị áp suất thấp đến mức sẽ xếp Yuri ở hạng ba trong số những xoáy thuận nhiệt đới mạnh nhất từng được ghi nhận cho đến thời điểm cuối năm 1991. Tuy nhiên, JMA ghi nhận mức áp suất 895 mbar, dù vậy, nó cũng giúp Yuri xếp hạng thứ 11 (cùng với một số cơn bão khác) trong danh sách những cơn bão Tây Bắc Thái Bình Dương mạnh nhất. Ngoài ra, với vận tốc gió 10 phút tối đa 140 dặm/giờ (220 km/giờ), Yuri cũng sẽ xếp hạng ba ở Tây Bắc Thái Bình Dương về vận tốc gió 10 phút, sau các cơn bão Tip 160 dặm/giờ (260 km/giờ); Bess, Abby, Megi và Haiyan cùng là 145 dặm/giờ (230 km/giờ) (vận tốc gió 10 phút được ước tính bởi JMA).